# Solimar Cadenas
Solimar del Valle Cadenas Martorelli  (Boconó, Venezuela, 27 de noviembre de 1984-Boconó, 19 de diciembre de 2009) fue una cantante y autora de música de la Nueva Trova venezolana, se integró al Colectivo Cultural La Cantera en el año 2009 donde participó en numerosos eventos en Venezuela, incluyendo en el Teatro Teresa Carreño y en el Centro de Arte La Estancia donde interpretó los temas Hombre, De la gran humanidad, Campesino amigo, Déjate ver y En un pedestal.

## Biografía
Desde su ciudad natal Boconó comenzó sus estudios musicales a la edad de ocho años, como soprano en la Coral de Voces Blancas , dirigida por el maestro Ricardo Gómez. luego en la Orquesta Infantil, en el violín. Participó en los festivales, Voz Cantaclaro, Voz Liceísta, y otros de su región. En el año 1996 viaja a Guanare, donde integró el coro que le dio la bienvenida al papa Juan Pablo II.
Posteriormente se dirige a Caracas, en donde ingresa al Instituto Universitario de Estudios Musicales donde cursa composición, pero decide viajar a Maracaibo donde trabaja como vocalista de una banda que fusionaba ritmos latinos. Ahí comienza a comienza a expresar su tendencia a la canción con marcado carácter social en los eventos culturales de la región zuliana. Retorna a Caracas durante el gobierno de Hugo Chávez, a quien se declara su seguidora, y expone temas progresistas como parte del movimiento denominado "la canción necesaria". Viajó junto a otros compatriotas a Argentina para el ochenta aniversario del natalicio de Ernesto Che Guevara, y el 13 de agosto participó en la Gala a Fidel Castro, en la sala Ríos Reyna del Teatro Teresa Carreño, con motivo de sus ochenta y dos años. Se unió al Colectivo Cultural La Cantera desde enero del año 2009, donde interpretó los temas: Hombre y Campesino impulsando la Nueva Trova venezolana a la cual pertenecen grupos como “Dame pa' matala”, “Radio Candela”, el Colectivo “La Cantera”, “El pacto” y tantos otros, que tuvo gran aceptación por la calidez de su voz. Fue hallada muerta en diciembre de 2009, a los 25 años de edad, fue encontrada muerta en su residencia.

## Temas musicales
- El Campesino
- De la Gran Humanidad
- Hombre
- Libertad
- La Luz De Mi Pensamiento
- Tan Lejos